# Razvoj zdravil proti covidu-19
Razvoj zdravil proti covidu-19 je raziskovalni proces za razvoj preventivnih terapevtskih zdravil na recept, ki bi ublažila resnost koronavirusne bolezni 2019 (covid-19). Od začetka leta 2020 do leta 2021 je več sto farmacevtskih podjetij, biotehnoloških podjetij, univerzitetnih raziskovalnih skupin in zdravstvenih organizacij razvijalo terapevtske kandidate za bolezen COVID-19 v različnih fazah predkliničnih ali kliničnih raziskav (aprila 2021 skupaj 506 kandidatov), aprila 2021 pa je bilo v kliničnih preskušanjih 419 potencialnih zdravil COVID-19.
Že marca 2020 so se Svetovna zdravstvena organizacija (WHO), Evropska agencija za zdravila (EMA), Uprava ZDA za hrano in zdravila (FDA) ter kitajska vlada in proizvajalci zdravil usklajevali z akademskimi in industrijskimi raziskovalci, da bi pospešili razvoj cepiv, protivirusnih zdravil in terapij po okužbi. Mednarodna platforma za registracijo kliničnih preskušanj Svetovne zdravstvene organizacije je zabeležila 536 kliničnih študij za razvoj terapij po okužbi z virusom covida-19, v okviru kliničnih raziskav pa potekajo številne uveljavljene protivirusne spojine za zdravljenje drugih okužb, da bi jih ponovno uporabili.
Svetovna zdravstvena organizacija je marca 2020 v 10 državah začela izvajati raziskavo SOLIDARITY, v katero je vključila na tisoče ljudi, okuženih s covidom-19, da bi ocenila učinke zdravljenja štirih obstoječih protivirusnih spojin, ki obetajo največ učinkovitosti. Aprila 2020 je bil vzpostavljen dinamičen, sistematičen pregled za spremljanje napredka registriranih kliničnih preskušanj cepiva proti covidu-19 in terapevtskih kandidatov za zdravila.
Razvoj zdravil je večstopenjski proces, ki običajno zahteva več kot pet let, da se zagotovita varnost in učinkovitost nove spojine. Več nacionalnih regulativnih agencij, kot sta EMA in FDA, je odobrilo postopke za pospešitev kliničnega preskušanja. Do junija 2021 je bilo več deset potencialnih zdravil za zdravljenje po okužbi v zadnji fazi testiranja na ljudeh - kliničnih preskušanjih faze III-IV.

## Ozadje

### Shema cikla odkrivanja zdravil
Razvoj zdravil je postopek dajanja novega cepiva proti nalezljivim boleznim ali terapevtskega zdravila na trg, potem ko je bila v postopku odkrivanja zdravil določena vodilna spojina. Vključuje laboratorijske raziskave na mikroorganizmih in živalih, vložitev vloge za pridobitev regulativnega statusa, na primer pri agenciji FDA, za raziskovalno novo zdravilo za začetek kliničnih preskušanj na ljudeh in lahko vključuje pridobitev regulativne odobritve z vlogo za novo zdravilo za trženje zdravila. Celoten postopek - od zamisli prek predkliničnega testiranja v laboratoriju do razvoja kliničnega preskušanja, vključno s preskušanji faze I-III - do odobrenega cepiva ali zdravila običajno traja več kot deset let.
Izraz "predklinične raziskave" opredeljujejo laboratorijske študije in vitro in vivo, ki označujejo začetno fazo razvoja preventivnega cepiva, protivirusne ali druge terapije po okužbi, kot so poskusi za določitev učinkovitih odmerkov in toksičnosti na živalih, preden se kandidatna spojina razvije za oceno varnosti in učinkovitosti na ljudeh. Za dokončanje predklinične faze razvoja zdravila - nato pa za testiranje varnosti in učinkovitosti na ustreznem številu ljudi, okuženih s COVID-19 (na stotine do tisoče v različnih državah) - je po več poročilih v začetku leta 2020 za terapije s COVID-19 verjetno potrebnih 1-2 leti. Kljub tem prizadevanjem je stopnja uspešnosti kandidatov za zdravila, ki v celotnem postopku razvoja zdravil za zdravljenje nalezljivih bolezni dosežejo končno regulativno odobritev, le 19-odstotna.
S preskušanji faze I se preverja predvsem varnost in predhodno odmerjanje na nekaj deset zdravih osebah, medtem ko se s preskušanji faze II - po uspehu faze I - ocenjuje terapevtska učinkovitost proti bolezni COVID-19 pri naraščajočih ravneh odmerkov (učinkovitost na podlagi biomarkerjev), hkrati pa se natančno ocenjujejo morebitni neželeni učinki terapije kandidata (ali kombinirane terapije), običajno na več sto osebah. Običajna zasnova preskušanja za študije faze II možnih zdravil COVID-19 je randomizirana, s placebom nadzorovana, slepa in se izvaja na več mestih, pri čemer se določajo natančnejši, učinkovitejši odmerki in spremljajo neželeni učinki.
Stopnja uspešnosti preskušanj faze II za prehod v fazo III (za vse bolezni) je približno 31 %, za infekcijske bolezni pa približno 43 %. Glede na trajanje (daljše je dražje), ki običajno traja od nekaj mesecev do dveh let, stane povprečno dolgo preskušanje II. faze 57 milijonov USD (v dolarjih iz leta 2013, vključno s predkliničnimi stroški in stroški faze I). Uspešen zaključek raziskave faze II ne zagotavlja zanesljive napovedi, da bo zdravilo kandidat za zdravilo uspešno tudi v raziskavi faze III.
Raziskave faze III za zdravilo COVID-19 vključujejo več sto do več tisoč hospitaliziranih udeležencev in preizkušajo učinkovitost zdravljenja za zmanjšanje učinkov bolezni, hkrati pa spremljajo neželene učinke pri optimalnem odmerku, kot na primer v mednarodnih raziskavah Solidarity in Discovery.

## Kandidati
Mreža dokazov kliničnih preskušanj zdravil proti covidu-19 za 15 terapevtskih kandidatov. Krogi predstavljajo intervencije ali intervencijske skupine (kategorije). Črte med dvema krogoma označujejo primerjave v kliničnih preskušanjih.
Po podatkih enega od virov (iz avgusta 2020) so različne kategorije predkliničnih ali zgodnjih kliničnih raziskav za razvoj terapevtskih kandidatov proti covidu-19 vključevale
- protitelesa (81 kandidatov)
- protivirusna zdravila (31 kandidatov)
- spojine na celični osnovi (34 kandidatov)
- spojine na osnovi RNK (6 kandidatov)
- spojine za skeniranje za ponovno uporabo (18 kandidatov)

različne druge kategorije terapij, kot so protivnetne, antimalarične, interferonske, beljakovinske, antibiotične in receptorsko modulirajoče spojine.
V ključnih preskušanjih faze III se ocenjuje, ali je zdravilo kandidat za zdravilo učinkovito posebej proti bolezni, in - v primeru ljudi, hospitaliziranih s hudimi okužbami z zdravilom proti covidu 19 - se preverja raven učinkovitega odmerka ponovno uporabljenega ali novega zdravila kandidata za zdravilo za izboljšanje bolezni (predvsem pljučnice) zaradi okužbe z zdravilom proti covidu-19. Pri že odobrenem zdravilu (kot je hidroksiklorokin za malarijo) se s preskušanjem faze III-IV na stotinah do tisočih oseb, okuženih z virusom covida-19, določi možna razširjena uporaba že odobrenega zdravila za zdravljenje okužbe z virusom covida-19. Avgusta 2020 je bilo več kot 500 kandidatnih zdravil v predklinični fazi ali fazi razvoja faze I-IV, v letu 2020 pa so bila napovedana nova preskušanja faze II-III za več sto terapevtskih kandidatov.
Številna zdravila kandidati, ki se preučujejo kot "podporno" zdravljenje za lajšanje nelagodja med boleznijo, kot so NSAID ali bronhodilatatorji, niso vključena v spodnjo preglednico. Prav tako niso vključena druga zdravila v zgodnji fazi preskušanja II ali številni kandidati za zdravljenje v fazi preskušanja I. Kandidati za zdravila v preskušanjih faze I-II imajo nizko stopnjo uspešnosti (manj kot 12 %), da preidejo vse faze preskušanja in pridobijo končno odobritev. Ko kandidati za zdravljenje bolezni, povezanih z okužbo s covidom-19 - nalezljive bolezni in bolezni dihal - dosežejo tretjo fazo preskušanja, imajo približno 72-odstotno stopnjo uspešnosti.

## Kandidati za zdravila s spremenjeno namembnostjo
Preoblikovanje zdravil (imenovano tudi repurpozicija zdravil) - raziskovanje obstoječih zdravil za nove terapevtske namene - je ena od smeri znanstvenih raziskav za razvoj varnih in učinkovitih zdravil proti covidu-19. Več obstoječih protivirusnih zdravil, ki so bila prej razvita ali uporabljena za zdravljenje hudega akutnega respiratornega sindroma (SARS), bližnjevzhodnega respiratornega sindroma (MERS), HIV/AIDS in malarije, se raziskuje kot zdravila proti covidu-19, nekatera pa se že preskušajo.
V času pandemije covida-19 je repurposing zdravil klinični raziskovalni postopek hitrega preverjanja ter opredelitve varnosti in učinkovitosti obstoječih zdravil, ki so že odobrena za druge bolezni, za uporabo pri ljudeh z okužbo s covidom-19. V običajnem procesu razvoja zdravil bi za potrditev repurpcije za zdravljenje nove bolezni potrebovali več let kliničnih raziskav - vključno s ključnimi kliničnimi preskušanji faze III - na zdravilu kandidatu, da bi zagotovili njegovo varnost in učinkovitost posebej za zdravljenje okužbe s covidom-19. V izrednih razmerah naraščajoče pandemije covida-19 se je marca 2020 pospešil postopek repurpozicije zdravila za zdravljenje oseb, hospitaliziranih s covidom-19.
Klinična preskušanja z uporabo repurpiranih, na splošno varnih obstoječih zdravil za ljudi, hospitalizirane s covidom-19, lahko trajajo krajši čas in imajo nižje skupne stroške za pridobitev končnih točk, ki dokazujejo varnost (odsotnost resnih neželenih učinkov) in učinkovitost po okužbi, ter lahko hitro dostopajo do obstoječih dobavnih verig zdravil za proizvodnjo in svetovno distribucijo. V mednarodnih prizadevanjih za izkoriščanje teh prednosti je Svetovna zdravstvena organizacija sredi marca 2020 začela pospešena mednarodna preskušanja faze II-III na štirih obetavnih možnostih zdravljenja - preskušanje SOLIDARITY -, številna druga zdravila, ki imajo potencial za ponovno uporabo v različnih strategijah zdravljenja bolezni, kot so protivnetna zdravila, kortikosteroidi, protitelesa, imunske terapije in rastni dejavniki, pa bodo med drugim v letu 2020 napredovala v preskušanja faze II ali III.
Marca je ameriški Center za nadzor in preprečevanje bolezni (CDC) izdal zdravniški nasvet v zvezi z remdesivirjem za osebe, hospitalizirane s pljučnico, ki jo povzroča covid-19: "Čeprav so klinične raziskave ključnega pomena za ugotavljanje varnosti in učinkovitosti tega zdravila, lahko zdravniki, ki nimajo dostopa do klinične raziskave, prek proizvajalca zaprosijo za remdesivir za sočutno uporabo za bolnike s klinično pljučnico."

## Nova zdravila proti protitelesom

### Konvalescentna plazma
Pasivna imunizacija s konvalescentno plazmo ali hiperimunskim serumom je bila predlagana kot možno zdravljenje covida-19.
V Združenih državah Amerike je FDA izdala začasno dovoljenje za rekonvalescentno plazmo (plazma iz krvi ljudi, ki so preboleli covid-19, ki tako vsebuje protitelesa proti SARS-CoV-2) kot eksperimentalno zdravilo.

### Kasirivimab/imdevimab
Casirivimab/imdevimab, ki se prodaja pod blagovno znamko REGEN-COV, je eksperimentalno zdravilo, ki ga je razvilo ameriško biotehnološko podjetje Regeneron Pharmaceuticals. Gre za umetni "koktajl protiteles", ki je zasnovan za ustvarjanje odpornosti proti koronavirusu SARS-CoV-2, odgovornemu za pandemijo COVID-19. Sestavljen je iz dveh monoklonskih protiteles, kasirivimaba (REGN10933) in imdevimaba (REGN10987), ki ju je treba mešati skupaj. Namen kombinacije dveh protiteles je preprečiti mutacijski pobeg. Na voljo je tudi kot sooblikovan izdelek.

### Bamlanivimab in etesevimab
Bamlanivimab (INN, kodno ime LY-CoV555) je monoklonsko protitelo, ki sta ga razvili družbi AbCellera Biologics in Eli Lilly kot zdravilo za COVID-19. Ameriška agencija za hrano in zdravila (FDA) je novembra 2020 izdala dovoljenje za nujno uporabo zdravila (EUA), od decembra 2020 pa je ameriška vlada kupila 950.000 odmerkov. Aprila 2021 je bilo dovoljenje EUA preklicano.
Zdravilo je monoklonsko protitelo (mAb) IgG1, usmerjeno proti beljakovini spike virusa SARS-CoV-2. Cilj je blokirati pritrditev in vstop virusa v človeške celice ter tako nevtralizirati virus ter pomagati pri preprečevanju in zdravljenju COVID-19.
Bamlanivimab je nastal na podlagi sodelovanja med podjetjema Lilly in AbCellera pri ustvarjanju terapij s protitelesi za preprečevanje in zdravljenje COVID-19.
Bamlanivimab se uporablja tudi kot del kombinacije bamlanivimab/etesevimab, za katero je FDA izdala dovoljenje EUA.
Junija 2021 je ameriški urad pomočnika sekretarja za pripravljenost in odzivanje (ASPR) zaradi povečanja krožečih različic ustavil distribucijo bamlanivimaba in etesevimaba skupaj ter etesevimaba samostojno (za združevanje z obstoječo zalogo bamlanivimaba).

### Sotrovimab
Maja 2021 je Odbor za zdravila za uporabo v humani medicini (CHMP) pri Evropski agenciji za zdravila (EMA) sklenil, da se sotrovimab lahko uporablja za zdravljenje potrjenega COVID-19 pri osebah, starih dvanajst let in več, ki tehtajo vsaj 40 kilogramov (88 lb), ne potrebujejo dodatnega zdravljenja s kisikom in pri katerih obstaja tveganje za napredovanje v hudo obliko COVID-19.
Maja 2021 je Uprava ZDA za hrano in zdravila (FDA) izdala dovoljenje za nujno uporabo (EUA) sotrovimaba za zdravljenje blage do zmerne oblike COVID-19 pri osebah, starih dvanajst let in več, ki tehtajo vsaj 40 kilogramov (88 funtov), s pozitivnimi rezultati neposrednega virusnega testiranja SARS-CoV-2 in pri katerih obstaja veliko tveganje za napredovanje v hudo obliko COVID-19, vključno s hospitalizacijo ali smrtjo.

## Novi zaviralci proteaz

### PF-07321332
Nekje v začetku leta 2021 je družba Pfizer v Združenih državah Amerike in Belgiji začela s preskušanjem faze I pri ljudeh novega peroralnega zdravila na recept, PF-07321332, "inhibitorja proteaze", ki oslabi razmnoževanje SARS-CoV-2. Poskusi, ki potekajo v treh fazah, naj bi trajali več kot pet mesecev. Zdravilo se daje z nizkimi odmerki ritonavirja, protivirusnega zdravila, ki se uporablja za zdravljenje HIV.

## Načrtovanje in usklajevanje

### Zgodnje načrtovanje
V obdobju 2018-20 so nove pobude za spodbujanje razvoja cepiv in protivirusnih zdravil vključevale partnerstva med vladnimi organizacijami in industrijo, kot so evropska pobuda za inovativna zdravila, ameriška pobuda za kritično pot za povečanje inovativnosti razvoja zdravil in označba prebojne terapije za pospešitev razvoja in regulativnega pregleda obetavnih zdravil kandidatov. Za pospešitev izpopolnjevanja diagnostike za odkrivanje okužbe z virusom covida-19 je bil oblikovan globalni program za spremljanje diagnostičnih projektov.
Glede na sledilnik napredka kliničnih preskušanj potencialnih terapevtskih zdravil za okužbe s covidom-19 je bilo marca 2020 zaključenih 29 preskušanj učinkovitosti faze II-IV ali pa naj bi bili rezultati iz bolnišnic na Kitajskem - kjer je konec leta 2019 prišlo do prvega izbruha okužbe s covidom-19 - objavljeni aprila. V sedmih preskušanjih so ocenjevali ponovno uporabljena zdravila, ki so že odobrena za zdravljenje malarije, vključno s štirimi študijami o hidroksiklorokinu ali klorokinfosfatu. Večino kitajskih raziskav predstavljajo ponovno uporabljena protivirusna zdravila, pri čemer naj bi do konca aprila poročali o 9 raziskavah faze III o remdesivirju v več državah. Drugi potencialni terapevtski kandidati v ključnih kliničnih preskušanjih, ki se zaključijo marca in aprila, so med drugim vazodilatatorji, kortikosteroidi, imunske terapije, lipoična kislina, bevacizumab in rekombinantni angiotenzinske konvertaze 2.
Cilji koalicije za klinične raziskave covida-19 so: 1) olajšati hitre preglede predlogov za klinična preskušanja s strani etičnih komisij in nacionalnih regulativnih agencij, 2) pospešiti odobritve kandidatnih terapevtskih spojin, 3) zagotoviti standardizirano in hitro analizo novih podatkov o učinkovitosti in varnosti ter 4) olajšati izmenjavo rezultatov kliničnih preskušanj pred objavo. Od aprila je bil vzpostavljen dinamični pregled kliničnega razvoja kandidatnih cepiv in zdravil proti covidu-19.
Do marca 2020 se je mednarodna Koalicija za inovacije na področju pripravljenosti na epidemije (Coalition for Epidemic Preparedness Innovations - CEPI) zavezala k naložbam v raziskave v višini 100 milijonov USD v več državah ter objavila nujen poziv k zbiranju in hitremu vlaganju 2 milijard USD za razvoj cepiva. Pod vodstvom fundacije Billa in Melinde Gates s partnerji, ki so vložili 125 milijonov USD, in v koordinaciji s Svetovno zdravstveno organizacijo se je marca začel izvajati pospeševalnik raziskav o covidu-19 Therapeutics Accelerator, ki raziskovalcem omogoča hitro opredelitev, oceno, razvoj in razširitev potencialnih zdravil. Koalicija za klinične raziskave covida-19 je bila ustanovljena za usklajevanje in pospeševanje rezultatov mednarodnih kliničnih raziskav najbolj obetavnih zdravil po okužbi. V začetku leta 2020 so številne uveljavljene protivirusne spojine za zdravljenje drugih okužb ponovno uporabljali ali razvijali v novih kliničnih raziskavah za lajšanje bolezni covid-19.
Marca 2020 je Koalicija za inovacije na področju pripravljenosti na epidemije (Coalition for Epidemic Preparedness Innovations - CEPI) ustanovila mednarodni sklad za razvoj cepiva proti covidu-19 s ciljem zbrati 2 milijardi USD za raziskave in razvoj cepiva ter se zavezala, da bo v razvoj cepiva v več državah vložila 100 milijonov USD. Kanadska vlada je napovedala 275 milijonov kanadskih dolarjev za financiranje 96 raziskovalnih projektov o medicinskih protiukrepih proti covidu-19, vključno s številnimi kandidati za cepiva na kanadskih univerzah, z načrti za vzpostavitev "banke cepiv" novih cepiv za uporabo v primeru novega izbruha covida-19. Fundacija Billa in Melinde Gates sta aprila vložila 150 milijonov ameriških dolarjev za razvoj cepiv, diagnostike in terapevtike proti covidu-19.

#### Računalniško podprte raziskave
To poglavje je treba posodobiti. Prosimo, pomagajte posodobiti ta članek, da bo odražal nedavne dogodke ali nove razpoložljive informacije. (november 2020)
Dodatne informacije: Uporaba in razvoj programske opreme za ublažitev posledic pandemije covida-19 in Vpliv pandemije covida-19 na znanost in tehnologijo § Računalniške raziskave in strojno učenje ter državljanska znanost
Marca 2020 so ameriško ministrstvo za energijo, Nacionalna znanstvena fundacija, NASA, industrija in devet univerz združili vire za dostop do superračunalnikov podjetja IBM v kombinaciji z viri računalništva v oblaku podjetij Hewlett Packard Enterprise, Amazon, Microsoft in Google za odkrivanje zdravil. Cilj konzorcija za visokozmogljivo računalništvo covida-19 je tudi napovedovanje širjenja bolezni, modeliranje možnih cepiv in pregled več tisoč kemičnih spojin za oblikovanje cepiva ali terapije covida-19.
Inštitut za digitalno preobrazbo C3.ai, dodatni konzorcij Microsofta, šestih univerz (vključno s Tehnološkim inštitutom v Massachusettsu, članom prvega konzorcija) in Nacionalnega centra za uporabo superračunalnikov v Illinoisu, ki deluje pod okriljem podjetja C3.ai, ki izdeluje programsko opremo za umetno inteligenco, združuje sredstva superračunalnikov za odkrivanje zdravil, razvoj medicinskih protokolov in izboljšanje strategij javnega zdravja ter podeljuje velike nepovratne pomoči raziskovalcem, ki so do maja predlagali uporabo umetne inteligence za izvajanje podobnih nalog.
Marca 2020 je projekt porazdeljenega računalništva Folding@home začel izvajati program za pomoč razvijalcem zdravil, pri čemer je sprva simuliral beljakovinske tarče virusa SARS-CoV-2 in sorodnega virusa SARS-CoV, ki je bil predhodno že preučen.
Marca se je prizadevanjem pridružil tudi projekt porazdeljenega računalništva Rosetta@home. Projekt uporablja računalnike prostovoljcev za modeliranje proteinov virusa SARS-CoV-2, da bi odkrili možne tarče zdravil ali ustvarili nove proteine za nevtralizacijo virusa. Raziskovalci so razkrili, da jim je s pomočjo programa Rosetta@home uspelo "natančno napovedati strukturo pomembne beljakovine koronavirusa v atomskem merilu nekaj tednov pred tem, ko jo je bilo mogoče izmeriti v laboratoriju".
Maja 2020 se je začelo partnerstvo OpenPandemics - COVID-19 med raziskovalno organizacijo Scripps Research in IBM-ovim omrežjem World Community Grid. Partnerstvo je projekt porazdeljenega računalništva, ki bo "v ozadju [povezanih domačih osebnih računalnikov] samodejno izvajal simuliran eksperiment, ki bo pomagal napovedati učinkovitost določene kemične spojine kot možnega zdravila za COVID-19".

### Mednarodna solidarnost in odkritja
Marca je Svetovna zdravstvena organizacija (SZO) v 10 državah na petih celinah začela usklajeno "solidarnostno preskušanje", da bi na tisočih s COVID-19 okuženih ljudi hitro ocenila potencialno učinkovitost obstoječih protivirusnih in protivnetnih zdravil, ki še niso bila posebej ocenjena za bolezen COVID-19. Do konca aprila so bile v preskušanje vključene bolnišnice v več kot 100 državah.
Posamezna ali kombinirana zdravila, ki so bila v začetni fazi preučevanja, so 1) kombinirani lopinavir-ritonavir, 2) lopinavir-ritonavir v kombinaciji z interferonom beta, 3) remdesivir ali 4) (hidroksi)klorokin v ločenih preskušanjih in bolnišnicah po svetu. Po študiji, objavljeni v reviji The Lancet, o pomislekih glede varnosti hidroksiklorokina, je Svetovna zdravstvena organizacija maja 2020 začasno prekinila njegovo uporabo v preskušanju Solidarnost, jo po umiku raziskave ponovno uvedla, nato pa opustila nadaljnjo uporabo zdravila za zdravljenje COVID-19, ko je analiza junija pokazala, da ni prineslo nobene koristi.
Ker je približno 15 % ljudi, okuženih s COVID-19, imelo hude bolezni, bolnišnice pa so bile med pandemijo preobremenjene, je SZO prepoznala hitro klinično potrebo po testiranju in ponovni uporabi teh zdravil kot sredstev, ki so bila že odobrena za druge bolezni in priznana kot varna. Projekt Solidarnost je zasnovan tako, da omogoča hiter vpogled v ključna klinična vprašanja:
Ali katero od zdravil zmanjšuje umrljivost?
Ali katero od zdravil skrajša čas hospitalizacije bolnika?
Ali zdravila vplivajo na potrebo po umetni ventilaciji ali intenzivni negi pri bolnikih s pljučnico, povzročeno s covidom-19?
Ali bi lahko ta zdravila uporabili za zmanjšanje bolezni zaradi okužbe s covidom-19 pri zdravstvenem osebju in ljudeh z visokim tveganjem za nastanek hude bolezni?
Vključevanje oseb z okužbo s covidom-19 je poenostavljeno z uporabo vnosov podatkov, vključno z informiranim soglasjem, na spletni strani SZO. Potem ko osebje, ki izvaja preskušanje, določi zdravila, ki so na voljo v bolnišnici, spletna stran SZO naključno izbere hospitalizirano osebo za eno od zdravil iz preskušanja ali za bolnišnični standard oskrbe za zdravljenje okužbe s covidom-19. Zdravnik v preskušanju zabeleži in posreduje nadaljnje informacije o stanju in zdravljenju preiskovanca ter dopolni vnos podatkov prek spletnega mesta SZO Solidarnost. Zasnova preskušanja Solidarnost ni dvojno slepa - kar je običajno standard v visokokakovostnem kliničnem preskušanju -, vendar je SZO potrebovala hitrost s kakovostjo za preskušanje v številnih bolnišnicah in državah. Svetovni odbor za spremljanje varnosti, ki ga sestavljajo zdravniki SZO, preučuje vmesne rezultate, da bi pomagal pri odločitvah o varnosti in učinkovitosti preskušanih zdravil ter spremenil zasnovo preskušanja ali priporočil učinkovito terapijo. Podobno spletno študijo kot Solidarnost, imenovano "Discovery", je marca v sedmih državah začel izvajati inštitut INSERM (Pariz, Francija).
Namen raziskave Solidarnost je izvajanje usklajevanja v več sto bolnišnicah v različnih državah - tudi v tistih s slabo razvito infrastrukturo za klinična preskušanja -, vendar jo je treba izvesti hitro. Po besedah Johna-Arnea Røttingena, izvršnega direktorja norveškega raziskovalnega sveta in predsednika mednarodnega usmerjevalnega odbora preskušanja Solidarnost, bi se preskušanje štelo za učinkovito, če bi terapije "zmanjšale delež bolnikov, ki potrebujejo ventilatorje, za, recimo, 20 %, kar bi lahko imelo velik vpliv na naše nacionalne sisteme zdravstvenega varstva."
V marcu je financiranje preskušanja Solidarnost doseglo 108 milijonov ameriških dolarjev od 203.000 posameznikov, organizacij in vlad, pri financiranju ali upravljanju preskušanja pa je sodelovalo 45 držav.
Načrt kliničnega preskušanja v teku se lahko spremeni kot "prilagodljivi načrt", če kopičenje podatkov v preskušanju omogoči zgodnje spoznanje o pozitivni ali negativni učinkovitosti zdravljenja. V svetovnih preskušanjih Solidarity in evropskih preskušanjih Discovery na hospitaliziranih osebah s hudo okužbo s covidom-19 se uporablja prilagodljiva zasnova za hitro spreminjanje parametrov preskušanja, ko se pojavijo rezultati štirih eksperimentalnih terapevtskih strategij. Prilagodljive zasnove v potekajočih kliničnih preskušanjih faze II-III kandidatnih zdravil lahko skrajšajo trajanje preskušanja in uporabijo manjše število udeležencev, kar lahko pospeši odločitve o predčasni prekinitvi ali uspehu ter usklajuje spremembe zasnove za določeno preskušanje na vseh mednarodnih lokacijah.

### Prilagodljivo preskušanje zdravljenja covidom-19
Ameriški Nacionalni inštitut za alergije in nalezljive bolezni (NIAID) je začel mednarodno preskušanje faze III (imenovano "ACTT") s prilagodljivo zasnovo, v katerega bo vključenih do 800 hospitaliziranih oseb s covidom-19 na 100 lokacijah v več državah. V opredelitvi prilagodljivega protokola preskušanja, ki se začne z uporabo remdesivirja kot primarnega zdravljenja za 29 dni, je navedeno, da bo "potekalo vmesno spremljanje za uvedbo novih vej in omogočanje zgodnje prekinitve zaradi neučinkovitosti, učinkovitosti ali varnosti. Če se ena od terapij izkaže za učinkovito, lahko ta terapija postane kontrolna roka za primerjavo z novo(-imi) eksperimentalno(-imi) terapijo(-ami)."

### Preizkus RECOVERY
Marca 2020 je bilo v Združenem kraljestvu vzpostavljeno obsežno randomizirano nadzorovano preskušanje z imenom RECOVERY Trial, da bi preizkusili možne načine zdravljenja bolezni COVID-19. Vodita ga oddelka za javno zdravje in medicino Nuffield na Univerzi v Oxfordu, v njem pa se preizkuša pet ponovno uporabljenih zdravil in tudi rekonvalescentna plazma. V preskušanje je bilo do junija 2020 v Združenem kraljestvu vključenih več kot 11 500 udeležencev, pozitivnih na COVID-19.
Aprila se je v 132 bolnišnicah v Združenem kraljestvu začela britanska raziskava RECOVERY (Randomised Evaluation of COVID-19 thERapY), ki se je sprva razširila v eno največjih kliničnih raziskav COVID-19 na svetu, v katero je bilo od sredine aprila vključenih 5400 okuženih oseb, ki se zdravijo v 165 bolnišnicah v Združenem kraljestvu. V študiji se preučujejo različna možna zdravljenja hude okužbe s COVID-19: lopinavir/ritonavir, nizki odmerki deksametazona (protivnetni steroid), hidroksiklorokin in azitromicin (običajen antibiotik). Junija so prekinili poskusni del s hidroksiklorokinom, ko so analize pokazale, da ni prinesel koristi.
Skupina za preskušanje je 16. junija objavila izjavo, da je bilo dokazano, da deksametazon zmanjšuje umrljivost pri bolnikih, ki prejemajo dihalno podporo. V kontroliranem preskušanju je približno 2 000 bolnikov dobilo deksametazon in jih primerjali z več kot 4 000 bolniki, ki zdravila niso prejeli. Pri bolnikih na respiratorjih je zdravilo zmanjšalo tveganje za smrt s 40 % na 28 % (1 od 8). Pri bolnikih, ki so potrebovali kisik, se je tveganje za smrt zmanjšalo s 25 % na 20 % (1 od 5).
Do konca junija 2020 so bile v raziskavi objavljene ugotovitve glede hidroksiklorokina in deksametazona. Objavila je tudi rezultate za lopinavir/ritonavir, ki so bili objavljeni oktobra 2020. Oboja lopinavir-ritonavir in hidroksiklorokin sta bila zaprta za nove udeležence, saj sta se izkazala za neučinkovita. Deksametazon je bil po pozitivnih rezultatih zaprt za nove vpise za odrasle, do novembra 2020 pa je bil odprt za vpise za otroke.